# 東京有明医療大学附属鍼灸センター
東京有明医療大学附属鍼灸センター（とうきょうありあけいりょうだいがくふぞくしんきゅうせんたー）は、東京都江東区有明にある鍼灸の臨床研究を専門とした東京有明医療大学のセンターのひとつである。

## 概要
東洋医学である鍼灸医療を通しての地域貢献、学生の臨床実習、鍼灸医療の啓発の場と正しい認識を広めつつ、鍼灸治療の有効性を科学的根拠に基づいて明らかにし、鍼灸医療の可能性を広げることを目的に大学付属の医療施設である。

## 沿革
- 2011年（平成23年）1月11日 - 有明キャンパス内に開設。[2]